# Zdeněk Boháč (politik)
Zdeněk Boháč (* 11. března 1958 Přerov) je český politik ODS, v letech 2006–2013 poslanec Poslanecké sněmovny.

## Životopis
Boháč vystudoval Pedagogickou fakultu Univerzity Palackého v Olomouci (obor český jazyk - občanská nauka). Od roku 1984 působil jako učitel na SOU v Přerově. V letech 1987–1988 byl vedoucím provozu podniku Správa rekreačních zařízení Rožnov pod Radhoštěm. Následně v letech 1988–1989 učil na základní škole Osek, pak do roku 1993 na Střední průmyslové škole v Přerově a do roku 1998 na Střední integrované škole K. Kouřila Přerov. Od roku 1998 do roku 2002 byl ředitelem pro rozvoj ve společnosti Delta Morava. Stál u zrodu Sdružení podnikatelů ČR a také byl zakládajícím členem Hospodářské komory v Přerově.
Je ženatý. S manželkou Marcelou má dva syny, Ondřeje a Jana.
V komunálních volbách roku 1998, komunálních volbách roku 2002 a komunálních volbách roku 2006 byl zvolen do zastupitelstva města Přerov, v roce 1998 jako bezpartijní za ODS, v následných volbách jako člen ODS. Profesně se k roku 1998 uváděl jako ředitel soukromé školy, roku 2002 coby pedagog a roku 2006 jako náměstek primátora. Od roku 2002 do voleb v roce 2006 byl náměstkem přerovského primátora.
Ve volbách v roce 2006 byl zvolen do poslanecké sněmovny za ODS (volební obvod Olomoucký kraj). Byl členem sněmovního výboru pro bezpečnost (v letech 2009–2010 i jako jeho místopředseda) a výboru pro obranu. Poslanecké křeslo obhájil ve volbách roku 2010. Stal se členem výboru pro obranu a bezpečnost (od jeho rozdělení v prosinci 2011 opět členem samostatných výboru pro obranu a pro bezpečnost). V letech 2010–2012 byl navíc členem výboru pro vědu, vzdělání, kulturu, mládež a tělovýchovu.